# Scelolophia ignifera
Scelolophia ignifera är en fjärilsart som beskrevs av W. Warren 1906. Scelolophia ignifera ingår i släktet Scelolophia och familjen mätare. Inga underarter finns listade.